# Monasterio de Luz
El Monasterio de la Inmaculada Concepción de Luz (en portugués: Mosteiro da Imaculada Conceição da Luz) o simplemente Monasterio de Luz (en portugués: Mosteiro da Luz) es un convento de clausura de la Orden de las Hermanas Concepcionistas. El monasterio se encuentra hoy en el barrio de Luz, en la avenida Tiradentes, en la ciudad de São Paulo, Brasil.
Fue fundado por Frai Antonio de Santa Ana Galvao y su construcción culminó en el siglo XIX Actualmente dentro del monasterio se encuentra también el Museo de Arte Sacro de São Paulo que tiene una de las colecciones más extensas del país. En la iglesia del monasterio se encuentran los restos mortales de su fundador Frai Galvão. 